# يوفون أحمر البطن
يوفون أحمر البطن (الاسم العلمي: Euphonia rufiventris) (بالإنجليزية: Rufous-bellied Euphonia)‏ هو نوع من الطيور يتبع جنس اليوفون من فصيلة الشراشير الحقيقية.